# Dawlat Yar (huyện)
Dawlat Yar là một huyện thuộc tỉnh Ghowr, Afghanistan. Dân số thời điểm năm 1999 là -20,9 người.